# Krokus: As Long as We Live
Krokus: As Long as We Live ist ein schweizerischer Dokumentarfilm und die zweite DVD der schweizerischen Hard-Rock-Band Krokus.

## Zusammenfassung
Der Dokumentarfilm Krokus: As Long as We Live gibt dem Zuschauer Auskunft über die bewegte Geschichte der erfolgreichsten schweizerischen Rockband Krokus. Dabei zeigt der Film chronologisch die wichtigsten Ereignisse von der Prä-Krokus-Ära Ende der 60er und Anfang der 70er Jahre bis hin zum Karrieretiefpunkt um das Studioalbum Change of Address im Jahre 1986. Bemerkenswert ist dabei die Multiperspektivität, in der der rasante Aufstieg und ebenso rapide Abstieg der Band beleuchtet wird. Neben den zur Zeit der Entstehung des Filmes aktiven oder ehemaligen Bandmitgliedern Fernando von Arb, Chris von Rohr, Jürg Naegeli, Freddy Frutig (Künstlername: Freddy Steady) und Marc Storace kommen darüber hinaus mehrere ehemalige Weggefährten aus den unterschiedlichsten Bereichen zu Wort: der Grafiker und Mundartmusiker Polo Hofer, der Roadie Sandro de Rigo, der erste Bandmanager Heinz Meier, der Journalist H. Elias Fröhlich, der spätere Manager Butch Stone, der Tourmanager LD Glover, der Soundingenieur Bob Ketchum, die Ehefrau von Freddy Steady, Heather Frutig, der Bruder von Tommy Kiefer, Dani Kiefer sowie mit Bruno Huber von Ariola, Mike Bone von Arista und John Kalodner von Geffen drei für die Historie von Krokus bedeutsame Angestellte von Plattenfirmen. So ist es dem Zuschauer möglich, verschiedene Sichtweisen – deren Unterschiede teilweise auch klar zum Ausdruck kommen – auf die Ereignisse rund um die Band zu verstehen und deren Zusammenhänge nachzuvollziehen. Der Film endet mit einer kurzen Retrospektive auf die Krebserkrankung von Fernando von Arb und schließlich mit der Versöhnung von von Arb und Bassist Chris von Rohr, die visuell auch anhand einer Jamsession mit Akustikgitarren in Solothurn festgehalten wurde.

## Hintergrund
Aus heutiger Sicht war die Produktion und anschließende Veröffentlichung dieses Dokumentarfilms im Jahre 2004 letztlich der Anfang der im Jahre 2008 Realität gewordenen Rückkehr von Krokus in der Urformation Marc Storace, Fernando von Arb, Mark Kohler, Chris von Rohr und Freddy Steady. Insbesondere der bildlich festgehaltenen Versöhnung von von Arb und von Rohr kommt diesbezüglich wohl eine Schlüsselrolle zu, denn Fernando von Arb verließ Krokus im Jahre 2005 noch während der Touraktivitäten zum Studioalbum Rock the Block, um anschließend zusammen mit von Rohr und später auch Freddy Steady die Reunion der Urformation von Krokus zu forcieren.

## DVD
Die DVD des Films  Krokus: As Long as We Live enthält ein Hauptmenü, über das sowohl der Hauptfilm in Gänze als auch die angebotenen Untertitel, die einzelnen Filmkapitel sowie das Bonusmaterial anwählbar sind. Die Originalsprache des Films ist Schweizerdeutsch. Als Untertitel sind neben Schweizerdeutsch auch Deutsch, Französisch und Englisch angeboten.

### Hauptfilm (ca. 80 Minuten)

#### Filmkapitel
1. Intro
2. Solothurn
3. Wild 60’s
4. Montezuma
5. Krokus
6. Fusion
7. Highway Song
8. AC/DC
9. Metal Rendez-Vous
10. USA
11. Marc Meets LD
12. Back in CH
13. Changes
14. Drum Solo
15. The Henchman
16. Arista vs. Geffen
17. Internal Turmoil
18. What Were They Thinking
19. Back in Soleure
20. A New Beginning

### Bonusmaterial (ca. 90 Minuten)
- Trailer
- Fotogalerie (1975–1986)
- Nicht verwendete Szenen
- Musikvideos:

1. Protection und Move It On (Live)
2. Highway Song
3. Streamer
4. Back-Seat Rock ’n’ Roll
5. Lady Double Dealer
6. Tokyo Nights
7. She’s Got Everything
8. Rock City

- Credits

### Wissenswertes
Der Hauptfilm enthält am Ende des Abschnitts „Marc Meets LD“ einen kurzen Auszug des bis heute unveröffentlichten Krokus-Songs „Gimme Love“.

## Referenzen
1. ↑  imdb.com – Krokus: As Long As We Live. Abgerufen am 3. August 2013.
2. 1 2  20min.ch – Krokus drohen mit Comeback. Zuletzt abgerufen am 3. August 2013.